# Hedinichthys
Genre
Hedinichthys est un genre de poissons d'eau douce téléostéens de la famille des Nemacheilidae (ordre des Cypriniformes). Ces poissons sont des « loches de pierre » endémiques de Chine.

## Liste des espèces
Selon World Register of Marine Species (11 janvier 2024), :
- Hedinichthys grummorum Prokofiev, 2010
- Hedinichthys macropterus (Herzenstein, 1888)
- Hedinichthys yarkandensis (Day, 1877)

## Classification
Le nom valide complet (avec auteur) de ce taxon est Hedinichthys Rendahl, 1933.